# Kwadrant (astronomia)

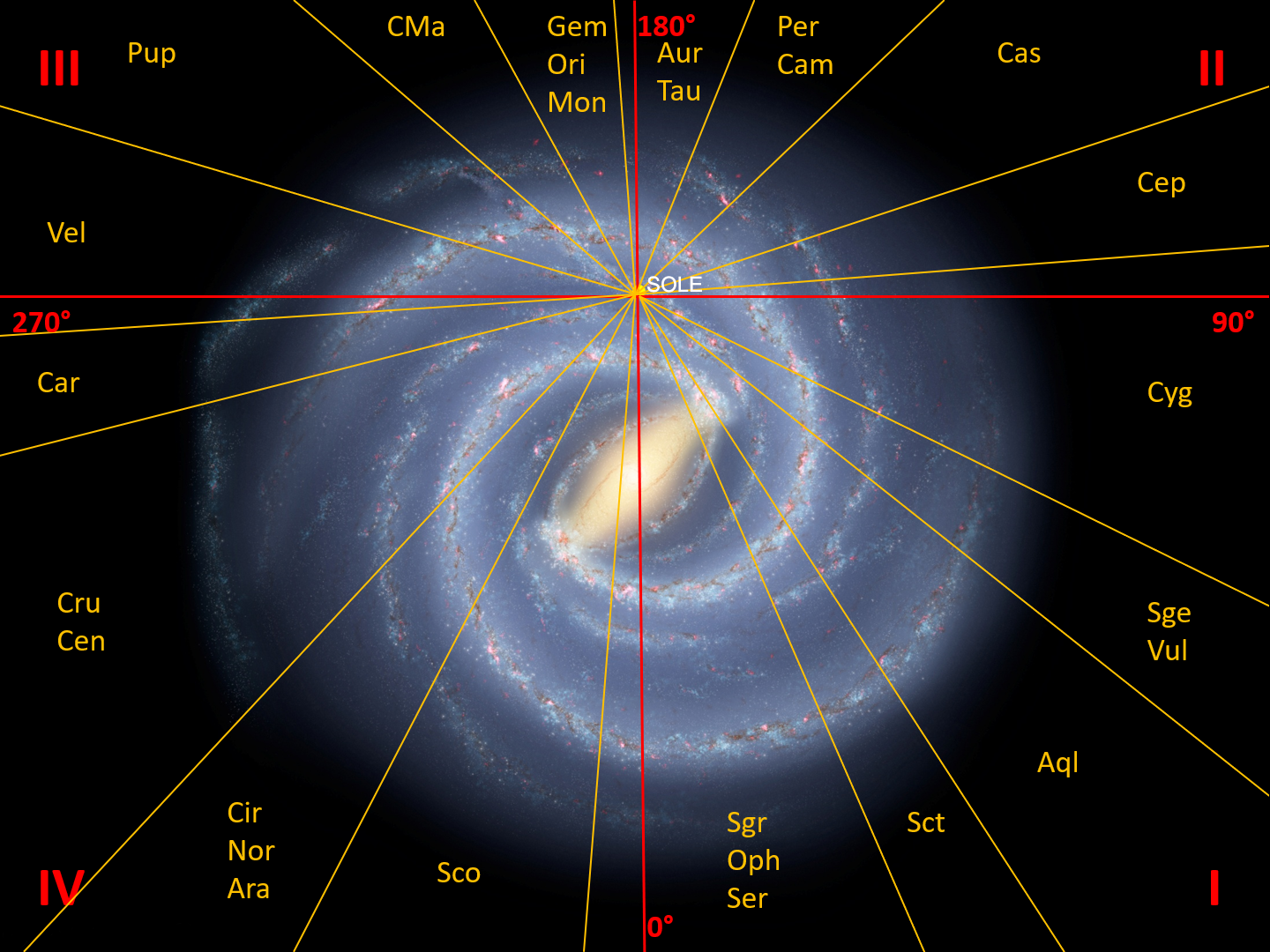
Kwadranty Drogi Mlecznej wraz z gwiazdozbiorami

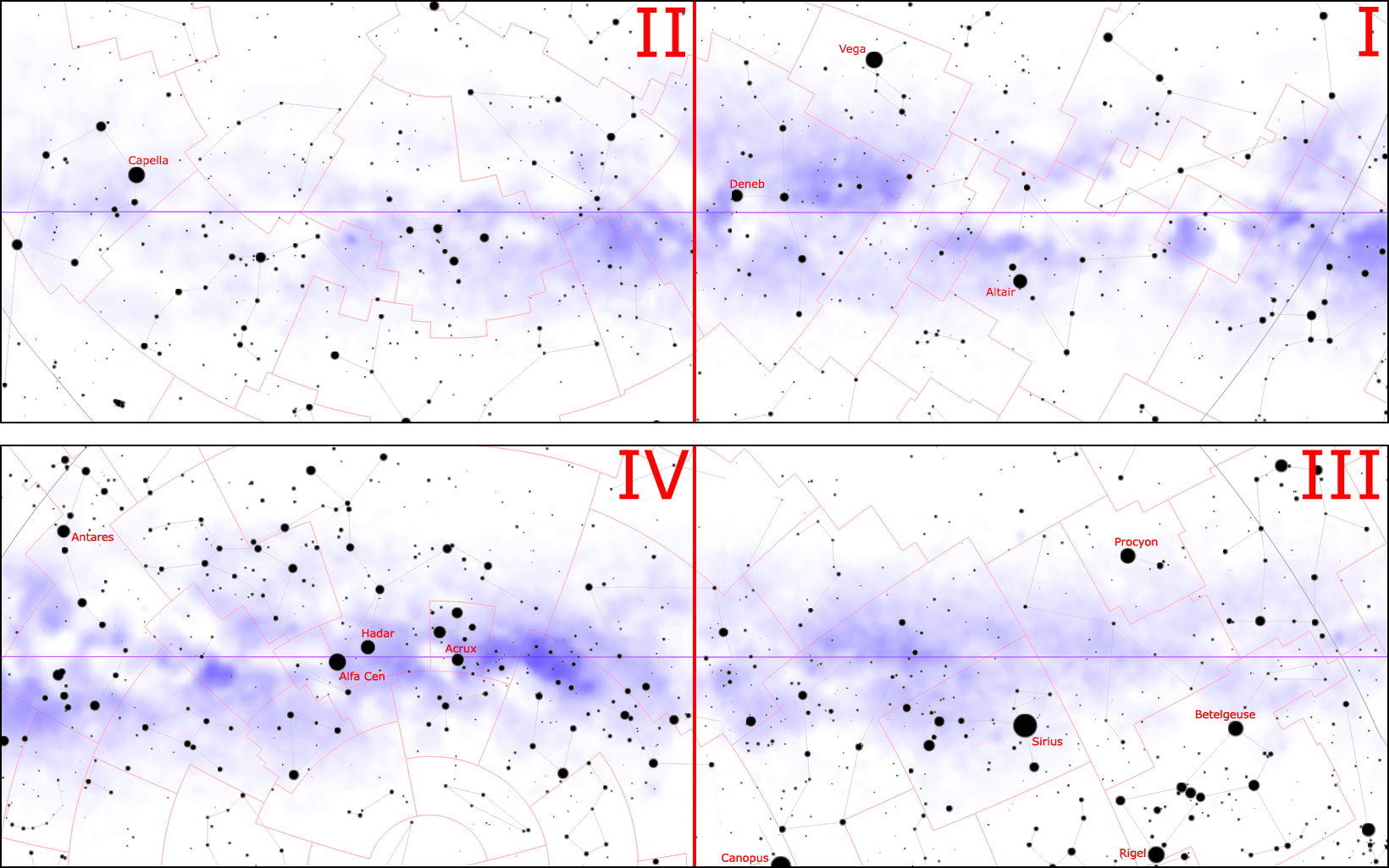
Mapa nieba w podziale na kwadranty

Kwadrant – jeden z czterech wycinków kołowych dzielących płaszczyznę Drogi Mlecznej.

## Definicja
W układzie współrzędnych, w którym:
- Słońce znajduje się w centrum tego układu,
- długość galaktyczna {\displaystyle l} wyznacza kierunek obserwacji
- {\displaystyle l=0} wyznacza kierunek na centrum Galaktyki

kwadrant jest częścią Galaktyki, zdefiniowaną wg wartości {\displaystyle l}:
| kwadrant | długość galaktyczna                         | prędkość radialna ({\displaystyle v_{r}}) | przesunięcie ku |
| -------- | ------------------------------------------- | ----------------------------------------- | --------------- |
| I        | {\displaystyle 0^{\circ }<l<90^{\circ }}    | {\displaystyle v_{r}>0}                   | czerwieni       |
| II       | {\displaystyle 90^{\circ }<l<180^{\circ }}  | {\displaystyle v_{r}<0}                   | fioletowi       |
| III      | {\displaystyle 180^{\circ }<l<270^{\circ }} | {\displaystyle v_{r}>0}                   | czerwieni       |
| IV       | {\displaystyle 270^{\circ }<l<360^{\circ }} | {\displaystyle v_{r}<0}                   | fioletowi       |